# Gerstheim
Gerstheim (Geerschte nel dialetto locale) è un comune francese di 3 449 abitanti situato nel dipartimento del Basso Reno nella regione del Grand Est.

## Società

### Evoluzione demografica
Abitanti censiti